# Klemen Ferlin
Klemen Ferlin (* 26. Juni 1989 in Ljubljana, SR Slowenien, SFR Jugoslawien) ist ein slowenischer Handballtorwart.

## Karriere
Der 1,92 m große Torhüter spielte in seiner Heimat bis 2014 für RK Trimo Trebnje. Größter Erfolg war ein dritter Platz 2008/09. Mit RK Gorenje Velenje erreichte er das Final Four im EHF-Pokal 2014/15. In der Saison 2018/19 gewann Ferlin seine erste Meisterschaft mit dem Rekordmeister RK Celje Pivovarna Lasko. Ab 2020 lief er in der deutschen Handball-Bundesliga für den HC Erlangen auf. Im November 2024 wechselte er zum polnischen Spitzenklub Industria Kielce. Mit Kielce gewann er 2025 den polnischen Pokal.
Für die slowenische Nationalmannschaft bestritt Klemen Ferlin seit 2018 bisher 87 Länderspiele, in denen er vier Tore erzielte. Er stand im Aufgebot für die Europameisterschaft 2020 (4. Platz) und die Weltmeisterschaft 2021 (9. Platz). Bei der Weltmeisterschaft 2025 warf er ein Tor in fünf Spielen und belegte mit dem Team den 13. Platz.